# Clermontia quadridentata
Clermontia quadridentata is een keversoort uit de familie boktorren (Cerambycidae). De wetenschappelijke naam van de soort is voor het eerst geldig gepubliceerd in 1927 door Pic.